# Марко Марич
Марко Марич (хорв. Marko Marić, нар. 3 січня 1996, Відень) — австрійський і хорватський футболіст, воротар боснійського клубу «Зріньскі». Виступав також за низку клубів з різних країн. Володар Кубка Норвегії.

## Клубна кар'єра
Марко Марич народився 1996 року у Відні. Розпочав займатися футболом у юнацькій команді клубу «Пост». пізніше перейшов до юнацької команди клубу «Рапід» (Відень). У 2011 році Марич розпочав грати в другій команді клубу «Рапід», а в 2012 році розпочав грати в першій команді клубу, в якій виступав до 2015 року.
У 2015 році хорватський воротар перейшов до складу німецького клубу «Гоффенгайм 1899», проте в основному складі клубу так і не зіграв, і в 2015—2016 роках грав у оренді в польському клубі «Лехія» (Гданськ), а в 2017 році спочатку грав у оренді в другій команді німецького клубу «Ганновер 96», а пізніше в цьому ж році на правах оренди став гравцем норвезького клубу «Ліллестрем», у якому виступав до 2019 року, та в 2017 році став у його складі володарем Кубка Норвегії.
На початку 2020 року футболіст став гравцем клубу Major League Soccer «Х'юстон Динамо», у складі якого виступав до кінця 2021 року. На початку 2022 року хорватський воротар став гравцем грецького клубу «Атромітос». У середині 2023 року Марко Марич перейшов до складу боснійського клубу «Зріньскі».

## Виступи за збірні
У 2011 році Марко Марич дебютував у складі юнацької збірної Австрії. Проте наступного року футболіст вирішив змінити спортивне громадянство, і в 2012 році дебютував у юнацькій збірній Хорватії, в якій грав до 2015 року, та зіграв загалом у її складі 26 матчів.

## Титули і досягнення
- Володар Кубка Норвегії (1):

«Ліллестрем»: 2017
- Чемпіон Боснії і Герцеговини (2):

Зрінськи: 2022-23, 2024-25
- Володар Кубка Боснії і Герцеговини (2):

Зрінськи: 2022-23, 2023-24
- Володар Суперкубка Боснії і Герцеговини (1):

Зрінськи: 2024